# Henri Verhavert
Henri Verhavert est un gymnaste belge né le 8 septembre 1884 et mort le 9 août 1955.

## Biographie
Henri Verhavert fait partie de l'équipe de Belgique qui remporte la médaille de bronze en système suédois par équipes aux Jeux olympiques d'été de 1920 se tenant à Anvers.